# Libelloides ustulatus
Libelloides ustulatus là một loài côn trùng trong họ Ascalaphidae thuộc bộ Neuroptera. Loài này được Eversmann miêu tả năm 1850.